# Antonio Hidalgo Morilla
Antonio Hidalgo Morilla (Granollers, Barcelona, 6 de febrero de 1979) es un exfutbolista y entrenador español. Actualmente dirige al Deportivo de La Coruña, equipo que milita en la Segunda División de España.

## Trayectoria

### Como jugador
Ocupaba la posición de centrocampista. Destacó en el Málaga Club de Fútbol, donde le arrebata la titularidad a Sandro, un ídolo local; y donde consigue el segundo puesto y el ascenso en la temporada 2007/2008 para el Málaga CF habiendo anotado 14 goles, superando su registro de la temporada anterior, 11 goles.
A la siguiente temporada pasó a las filas del Real Zaragoza, con el objetivo deportivo de regresar a la Primera división.
A mitad de temporada fue cedido a Osasuna para reforzar el ataque del equipo que lucha por la permanencia en Primera.
El 30 de junio de 2010 se confirma su vuelta al Club Deportivo Tenerife, equipo recién descendido a la Liga Adelante, pero tras una temporada en el club y el posterior descenso del equipo tinerfeño a 2ª División B, rescinde su contrato. 
Finalmente, en el mercado de invierno de la temporada 2011-2012, ficha por el CE Sabadell, militante de la Segunda división española. Con la camiseta arlequinada, que vistió en Segunda A durante tres temporadas y media, disputó 117 partidos, 3 de Copa del Rey, y marcó 12 goles.

### Como entrenador
Antonio Hidalgo inició su carrera como entrenador en el Esport Club Granollers. Cogió el equipo en una situación de puesto de descenso en Tercera División y consiguió la permanencia en el grupo V de la Tercera División en la temporada 2015-16. 
Posteriormente se marchó a Chipre, donde ejerció durante tres temporadas como segundo entrenador en el AEK Larnaca, equipo en el que se curtió como miembro de un personal técnico plenamente profesional y con el que disputó la Europa League en la temporada 2018-19. Hidalgo contribuyó en el título de campeón de Copa chipriota (2017-2018) y al subcampeonato de liga (2016-2017).
En abril de 2019, el excapitán arlequinado regresa al CE Sabadell de Segunda División B de España para dirigir el primer equipo y revertir la situación deportiva, firmando hasta final de temporada y quedaría renovado con la permanencia del equipo en Segunda División B.
En julio de 2020, el conjunto arlequinado disputa la final del Play-Off Express para ascender a Segunda División contra el Barça B, tras haber derrotado previamente al Atlético de Madrid B y la Cultural Leonesa. El partido finaliza 1 a 2 a favor del CE Sabadell, oficializando así su ascenso a la división de plata del fútbol español.
En noviembre de 2021, fue destituido del CE Sabadell tras una derrota contra el Castilla que dejaba al equipo el 17° clasificado en Primera División RFEF.
En octubre de 2022, fue nombrado nuevo entrenador del Sevilla Atlético de la Segunda Federación, en sustitución de Alejandro Acejo. Un año después y con la temporada comenzada, abandona al filial sevillista para firmar por la SD Huesca. El 31 de mayo de 2025, anunció su decisión de no continuar entrenando al equipo altoaragonés.
El 10 de junio de 2025, asumió al frente del Deportivo de La Coruña.

## Clubes

### Como jugador
| Club              | País   | Año       | Partidos | Goles |
| ----------------- | ------ | --------- | -------- | ----- |
| FC Barcelona B    | España | 1998-1999 | 33       | 2     |
| FC Barcelona B    | España | 1999-2000 | 33       | 2     |
| CD Tenerife       | España | 2000-2001 | 31       | 0     |
| CD Tenerife       | España | 2001-2002 | 10       | 0     |
| CD Tenerife       | España | 2002-2003 | 9        | 1     |
| CD Tenerife       | España | 2003-2004 | 34       | 9     |
| CD Tenerife       | España | 2004-2005 | 38       | 5     |
| Málaga CF         | España | 2005-2006 | 35       | 4     |
| Málaga CF         | España | 2006-2007 | 36       | 10    |
| Málaga CF         | España | 2007-2008 | 38       | 14    |
| Real Zaragoza     | España | 2008-2009 | 17       | 0     |
| CA Osasuna        | España | 2008-2009 | 12       | 0     |
| Albacete Balompié | España | 2009-2010 | 33       | 9     |
| CD Tenerife       | España | 2010-2011 | 29       | 3     |
| CE Sabadell       | España | 2012-2015 | 120      | 12    |
| UE Cornellà       | España | 2015      | 5        | 0     |

### Como entrenador
| Club                             | País   | Año       |
| -------------------------------- | ------ | --------- |
| EC Granollers                    | España | 2016      |
| AEK Larnaca (segundo entrenador) | Chipre | 2016-2019 |
| CE Sabadell                      | España | 2019-2021 |
| Sevilla Atlético                 | España | 2022-2023 |
| SD Huesca                        | España | 2023-2025 |
| Deportivo de La Coruña           | España | 2025-     |